# Френклин Пирс
Френклин Пирс (енгл. Franklin Pierce; Хилсборо, 23. новембар 1804 — Конкорд, 8. октобар 1869) је био амерички политичар и четрнаести председник Сједињених Америчких Држава који је на овом положају био од 1853. до 1857. године. Он је до данас (2025) једини председник из Њу Хемпшира.
Пирс је био демократа и северњак који је имао подршку јужњака. Био је члан Представничког дома и Сената. Касније је учествовао у Мексичко-америчком рату у коме је постао бригадни генерал. Обављао је приватну адвокатску праксу са великим успехом. Изабран је као аутсајдер на 49. Демократској националној конвенцији 1852. године. На изборима су он и Вилијам Р. Кинг победили виговске кандидате Винфилда Скота и Вилијама А. Грејама са 254 према 42 изборна гласа.
Захваљујући личним квалитетима стекао је велики број пријатеља током бављења политиком али је током председничког мандата доживео велики број личних трагедија а његови политички потези су често наилазили на оштре критике. Тако је добио репутацију једног од најгорих председника у америчкој историји. Његова популарност на Северу је нагло опала пошто је подржао Закон о Канзасу и Небраски, опозивајући на овај начин Компромис из Мисурија и отварајући питање ширења ропства на запад САД. Углед у јавности му је опао када је неколико његових дипломата донело Остендски манифест.
Напуштен од своје партије Пирс није номинован на изборима 1856. године. Потом је имао проблеме са алкохолизмом и његов брак са Џејн Минс Аплетон се распао. Његова репутација додатно је нарушена пошто је подржао Конфедерацију.